# آلة بيع عكسي

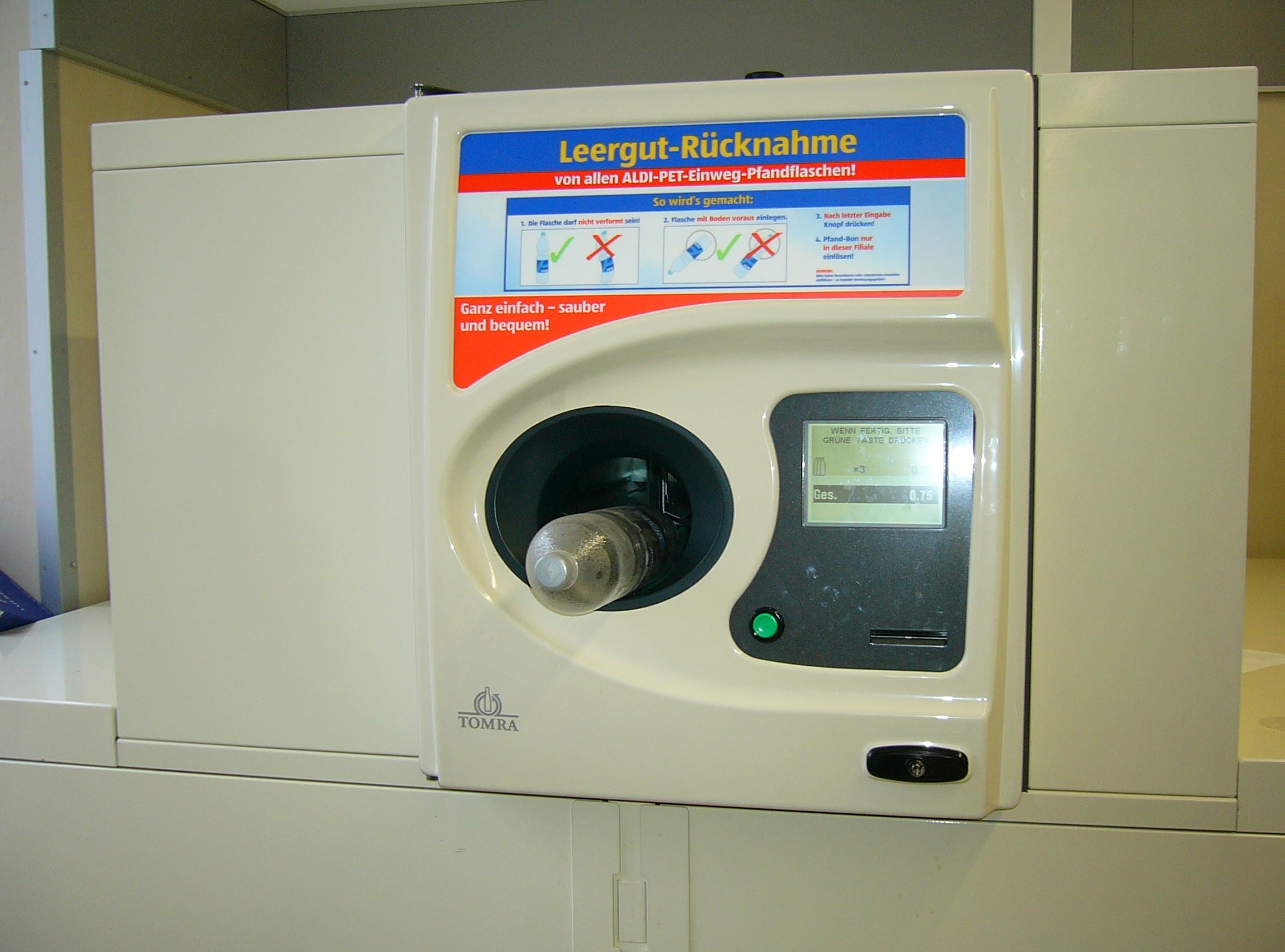
آلة البيع العكسي في مركز آلدي التجاري

آلة البيع العكسي هي الآلة التي تقبل حاويات المشروبات الغازية المستخدمة (الفارغة) وتعيد المال إلى المستخدم (على العكس من دورة البيع النموذجية). وينتشر هذا النوع من الآلات في الأماكن التي يسري فيها قوانين تدوير النفايات الإلزامية أو تشريعات بيع الحاويات. وفي بعض الأماكن، يقوم صانعوا الحاويات بتقديم الأموال إلى المجمعات المركزية حتى توزع على الأشخاص الذين يقومون بإعادة التدوير. وفي حال كان هناك أموال فائضة، فإنها تستخدم لتنظيف البيئة بوجه عام. وفي أماكن أخرى كالنرويج، فرضت الدولة على البائع دفع ثمن الزجاجات المعاد تدويرها، ولكنها تركت النظام في يد القطاع الخاص.
وتشتمل قائمة الشركات الرائدة في مجال بيع آلات البيع العكسي على شركة تومرا بالنرويج ووينكور نيكسدورف بألمانيا، وإنفيبكو بالولايات المتحدة، وإنفيروبانك بأستراليا، و شركة ريفيرس فيندينج.

## التشغيل
يضع الراغب في إعادة التدوير الزجاجة/العلبة الفارغة في فتحة الإيداع؛ ويتيح نظام التغذية الأفقي للمستخدم إدخال حاوية واحدة كل مرة. (هناك نظام بديل، يستخدم في بعض الآلات الأقدم، يقوم خلاله المستخدم بفتح باب الآلة بيده ويضع الحاوية الفارغة في إناء التجميع. ومع إغلاق الباب، تستكمل العملية.) وتلقائيًا، يتم تدوير الزجاجة/العلبة؛ ثم يتم مسحها ضوئيًا بواسطة ماسحة ضوئية تحمل كود المنتج العالمي لجميع الجهات، والتي تقوم بالمسح الضوئي لكود المنتج العالمي الموجود على حاوية المشروب.
وبمجرد مسح الحاوية ضوئيًا والتعرف عليها (ومطابقتها بقاعدة البيانات) وتحديد أنها من الحاويات المشاركة، تتم معالجتها ودكها (في حالة الحاويات المصممة للاستخدام مرة واحدة) لتقليل حجمها وتجنب تسرب أي سوائل منها ولزيادة سعة التخزين. أما الحاويات القابلة لإعادة التعبئة فيتم تجميعها وتفرز يدويًا حتى تتم إعادتها إلى شركة تعبئة الزجاج مجددًا. وبإمكان الآلات استخدام نظام التعرف على المواد بدلاً من/بالإضافة إلى ماسح الكود الضوئي عند الضرورة.
معلومات تاريخية
يعود تاريخ أول شهادة براءة اختراع «لآلة إعادة الزجاجات ومعالجتها» إلى عام 1920 بالولايات المتحدة.
اخترعت أول آلة لإعادة الزجاجات وقامت بتصنيعها شركة «ويكاندرز» من السويد، وبدأ استخدامها في نهايات عقد الخمسينيات من القرن العشرين.
وفي عام 1962، صمم إيج تفيتان نسخةً متقدمةً من آلة إعادة الزجاجات وصنعتها شركته «آرثر تفيتان إيه إس إيه» بالنرويج.
أما شركة ريفيرس فيندينج ® كانت أول من قام بتركيب آلات البيع العكسي في قطاعات متعددة Reference>

## وصلات خارجية
- Pictorial of Reverse Vending Process